# Dream On (Nazareth-Lied)

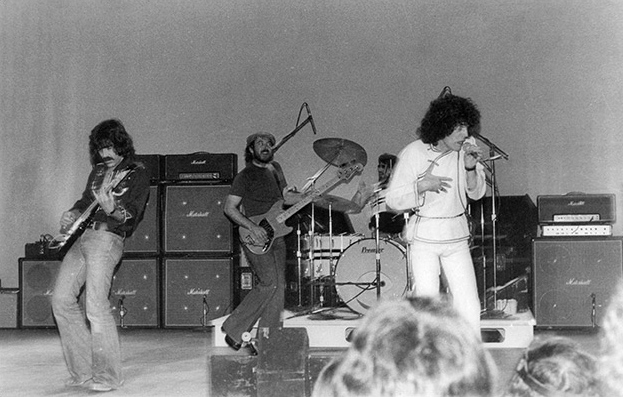
Nazareth (1976)

Dream On ist ein Lied der schottischen Rockband Nazareth, das am 12. Juli 1982 auf dem Studioalbum 2XS und im Oktober 1982 als Single veröffentlicht wurde.

## Musik
Das Lied wurde gemeinsam von den Nazareth-Mitgliedern geschrieben und komponiert.
1987 veröffentlichte die Band Helix eine Coverversion des Liedes.

## Besetzung
- Dan McCafferty – Gesang
- Manny Charlton – Leadgitarre
- Billy Rankin – Leadgitarre, Hintergrundgesang
- Pete Agnew – Bassgitarre, Hintergrundgesang
- John Locke – Keyboard
- Darrell Sweet – Schlagzeug, Hintergrundgesang

## Charts und Chartplatzierungen
| ChartsChartplatzierungen | Höchstplatzierung | Wochen |
| ------------------------ | ----------------- | ------ |
| Deutschland (GfK)        | 15 (23 Wo.)       | 23     |
| Österreich (Ö3)          | 4 (12 Wo.)        | 12     |
| Schweiz (IFPI)           | 2 (11 Wo.)        | 11     |